# Norrbro, Hjo
Norrbro är en vägbro i Hjo, som leder Hamngatan över Hjoån mellan Gamla staden och Nya staden. 
Den nutida Norrbro är en stenvalvbro med två spann. Den är Hjos äldsta bevarade bro och var länge den enda vägbron i Hjo. Numera finns vägbroar också på Hammarsgatan, Ringvägen, länsväg 195 och i Grebban. Norrbro har sannolikt varit broläge för en serie av träbroar sedan medeltiden för den landsväg som går längs västra Vätterstranden mellan Askersund och Jönköping.
En tidigare träbro ersattes 1881. Den byggdes av en stenmästaren Alex Borg från byn Långruder utanför staden. Den kan ha byggts om 1912 och har under tid breddats något. Bron är försedd med ett grönmålat broräcke i gjutjärn med ornamenterade räckeshållare med knopp.

## Bildgalleri

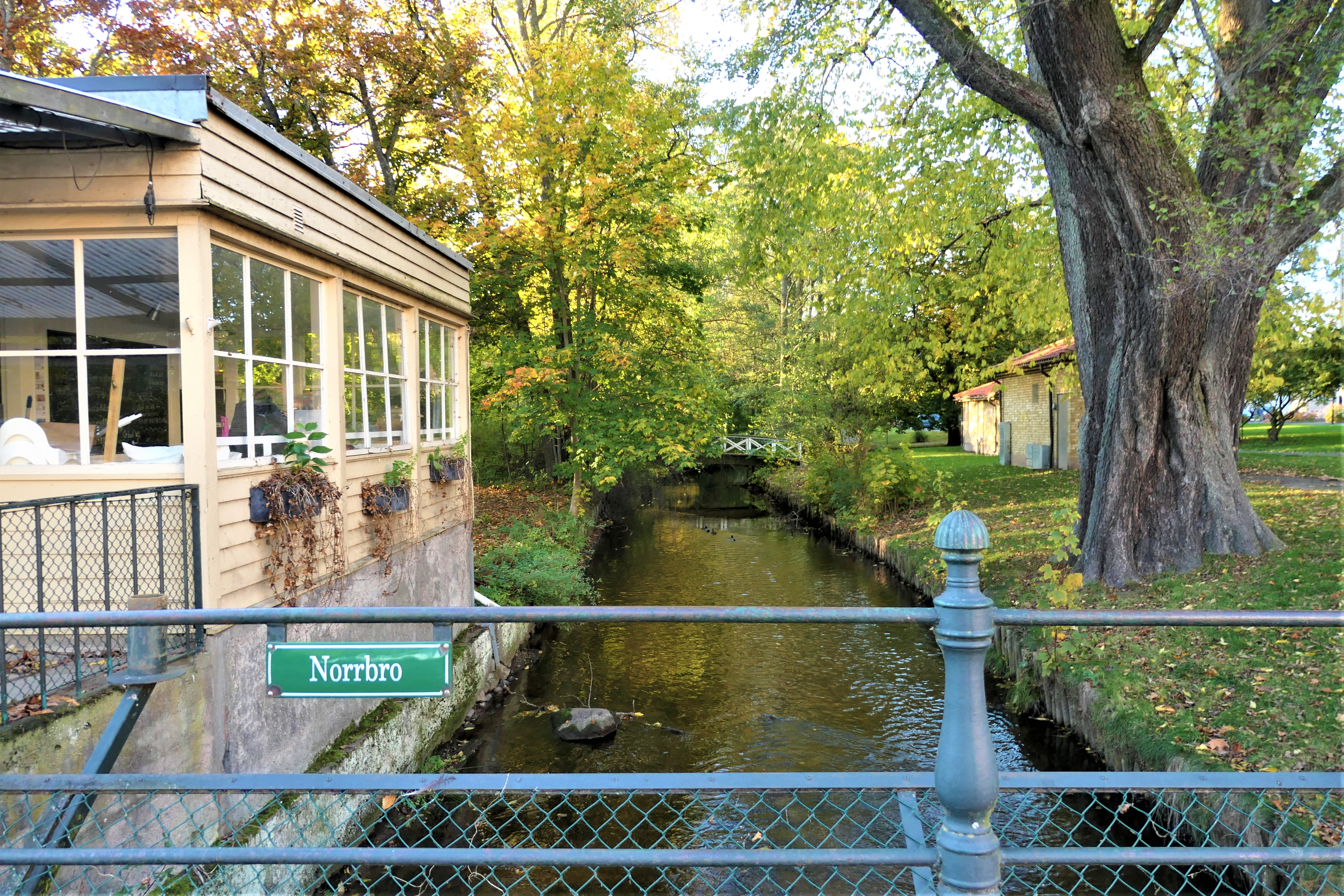
Norrbro med Gula paviljongen, en kiosk ritad av Birger Jonson åt vänster, Samrealparken åt höger
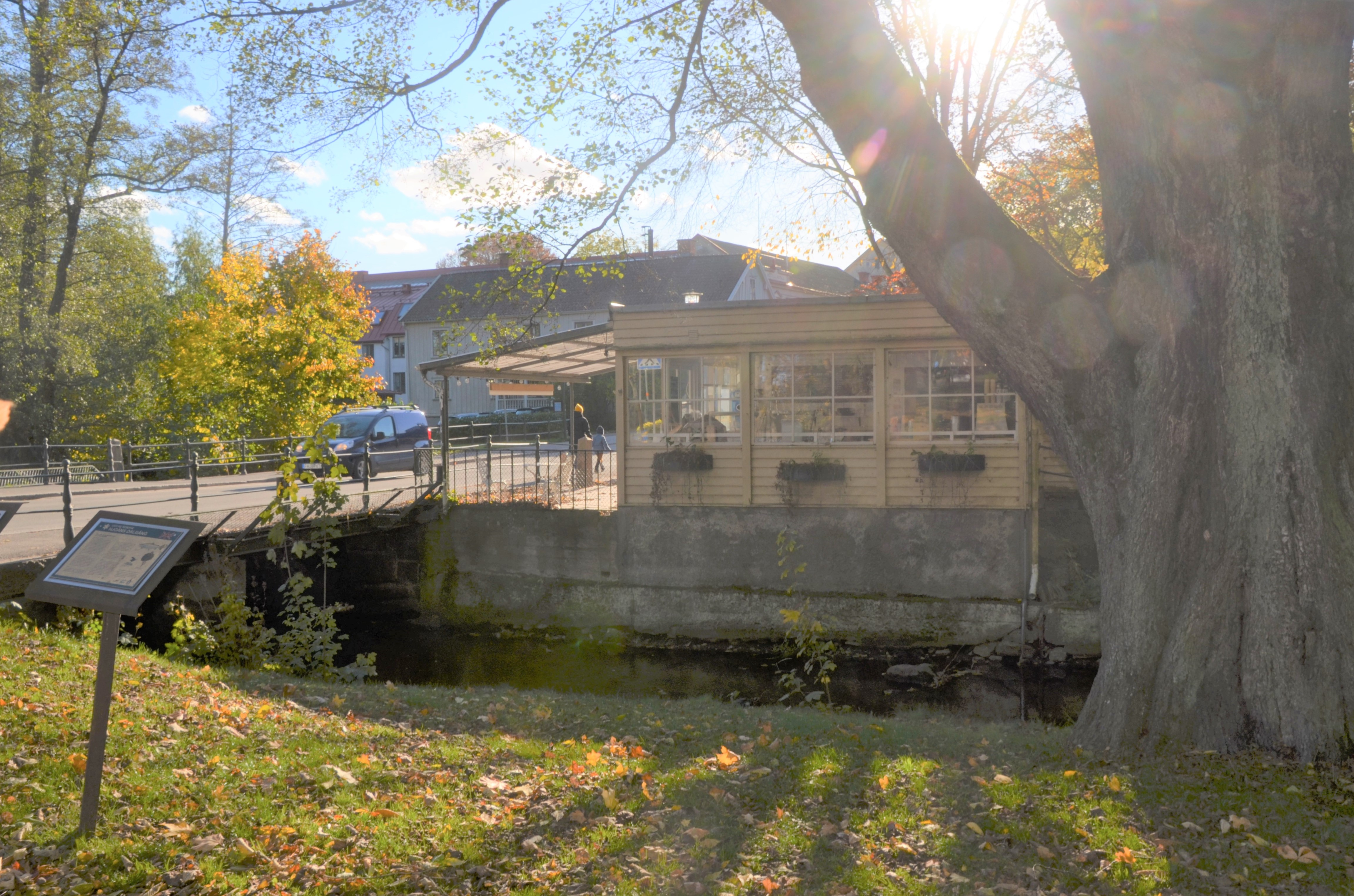
Norrbro sedd från Samrealparken